# Антоніу I (маніконго)
Антоніу I (порт. António I) або Нвіта-а-Нканґа (кон. Nvita a Nkanga; 1637 — 29 жовтня 1665) — двадцять четвертий маніконго центральноафриканського королівства Конго.

## Біографія
Був другим сином короля Гарсії II. Зайняв трон після смерті батька в січні 1660 року.
На момент сходження на престол королівство Конго перебувало в глибокій кризі. Окрім конфлікту з Португалією, країну роздирали внутрішній розбрат і війни. Зміцнення позицій португальців у регіоні після відвоювання ними Луанди у голландців створило загрозу на південному кордоні Конго. Іспанці, по чию допомогу звернувся король Антоніу, не підтримали його. Він також спробував створити союз із деякими з сусідніх африканських королівств, спрямований проти Португалії.
1665 року проти королівства Конго повстали дві великі області. За повідомленнями сучасника тих подій, Джироламо да Монтесарчіо, те повстання спалахнуло не без втручання з боку португальців. Антоніу I зібрав величезне на той час військо числом 100 тисяч вояків (деякі історики вважають таку цифру сильно завищеною), закликавши до зброї все доросле чоловіче населення Конго, й виступив проти заколотників, до яких долучився португальський загін на чолі з Луїшем Лопешем ді Секейрою за підтримки допоміжних військ із племені яка, відряджений губернатором Анголи.
29 жовтня 1665 року ворожі армії зійшлись у місцевості Мбвіла. Попри чисельну перевагу конголезьких воїнів і наявність в їхніх лавах кількох сотень бійців з мушкетами, армія королівства Конго зазнала поразки. Король Антоніу особисто бився на чолі свого основного загону, відтіснивши сили заколотників, але під час тривалого бою проти загону Секейри зазнав двох поранень мушкетними кулями й потім був убитий португальською піхотою. Після його загибелі конголезька армія безладно тікала з поля битви. Відтяту голову вбитого короля було урочисто пронесено вулицями Луанди й поховано в місцевій церкві, а його скіпетр і корону було надіслано до Лісабона як трофеї.
У битві при Мбвілі було знищено значну частину конголезької знаті. Семирічний син короля Антоніу потрапив у полон, а інших спадкоємців він не мав. Новим королем під іменем Афонсу III став один із вцілілих вельмож.
Після поразки королівських військ при Мбвілі в Конго спалахнула громадянська війна між родинами Кімпанзу та Кінлаза, а також численними дрібними групами.